# Doylestown (Wisconsin)
Doylestown es una villa ubicada en el condado de Columbia en el estado estadounidense de Wisconsin. En el Censo de 2010 tenía una población de 297 habitantes y una densidad poblacional de 28,55 personas por km².

## Geografía
Doylestown se encuentra ubicada en las coordenadas 43°25′42″N 89°8′49″O / 43.42833, -89.14694. Según la Oficina del Censo de los Estados Unidos, Doylestown tiene una superficie total de 10.4 km², de la cual 10.1 km² corresponden a tierra firme y (2.94%) 0.31 km² es agua.

## Demografía
Según el censo de 2010, había 297 personas residiendo en Doylestown. La densidad de población era de 28,55 hab./km². De los 297 habitantes, Doylestown estaba compuesto por el 97.64% blancos, el 0% eran afroamericanos, el 0.34% eran amerindios, el 0% eran asiáticos, el 0% eran isleños del Pacífico, el 1.35% eran de otras razas y el 0.67% pertenecían a dos o más razas. Del total de la población el 2.02% eran hispanos o latinos de cualquier raza.